# Mary Gräber
Mary Clementine Theresia Gräber, född 15 december 1891 i Stockholm, död 27 oktober 1982 i Täby, var en svensk skådespelare och revyartist.

## Biografi
Gräber scendebuterade på Östermalmsteatern 1904 och var från 1906 knuten till Oscarsteatern. 1917–1920 var hon engagerad som revyskådespelare vid Södra teatern. På 1920-talet uppträdde hon bland annat regelbundet som Ulla Winblad på restaurang Bellmansro. Senare i karriären spelade hon mindre operettroller på Oscarsteatern 1941–1947. Med början 1912 medverkade hon i drygt två dussin svenska filmer där hon spelade mot så skilda storheter som Ernst Rolf (Åh, i morron kväll), Greta Garbo (Luffar-Petter) och Nils Poppe (Tull-Bom och Flyg-Bom).
Mary Gräber var den mest kända i en trio artistiska systrar av vilka de andra var skådespelaren och sångpedagogen Anna Gräber och konstnären Lilly Gräber. Filmen Eviga länkar från 1946 är en romantiserad skildring av de tre systrarnas liv. 
Systrarna Gräber är begravda på Norra begravningsplatsen utanför Stockholm.

## Filmografi
- 1912 – Kolingens galoscher
- 1919 – Åh, i morron kväll
- 1922 – Luffar-Petter
- 1931 – Lika inför lagen
- 1931 – Kärlek och landstorm
- 1932 – Muntra musikanter
- 1938 – Med folket för fosterlandet
- 1941 – Första divisionen
- 1942 – En äventyrare
- 1942 – Halta Lottas krog
- 1943 – Ombyte av tåg
- 1944 – Prins Gustaf
- 1945 – Vandring med månen
- 1945 – Hans Majestät får vänta
- 1945 – Idel ädel adel
- 1946 – Hotell Kåkbrinken
- 1946 – Rötägg
- 1947 – Pappa sökes
- 1947 – Bruden kom genom taket
- 1947 – Maria
- 1950 – Fästmö uthyres
- 1950 – Kyssen på kryssen
- 1951 – Spöke på semester
- 1951 – Tull-Bom
- 1952 – Flyg-Bom
- 1952 – Säg det med blommor
- 1956 – Flickan i frack

## Teater

### Roller (ej komplett)
| År   | Roll                 | Produktion                                                                      | Regi             | Teater                |
| ---- | -------------------- | ------------------------------------------------------------------------------- | ---------------- | --------------------- |
| 1904 | Tummeliten           | Tummeliten Clairville och Dumanoir                                              |                  | Östermalmsteatern     |
| 1907 | Jou-Jou              | Glada änkan Franz Lehár, Victor Léon och Leo Stein                              | Axel Bosin       | Oscarsteatern         |
| 1913 | Pieh-Buh             | Mikadon W.S. Gilbert och Arthur Sullivan                                        | August Bodén     | Oscarsteatern         |
| 1915 |                      | Restaurant Pumpen, eller Tjocka Berthas bröllop, revy Emil Norlander            | Emil Adami       | Kristallsalongen      |
| 1916 |                      | Pinetdrottningen, eller Stockholmskannibaler på krigsstråt, revy Emil Norlander | Axel Hultman     | Kristallsalongen      |
| 1917 |                      | Malla, eller Den förälskade skutskepparen, revy Emil Norlander                  | Axel Hultman     | Kristallsalongen      |
| 1918 |                      | Filmkungen, eller Klockan 8 börjar revolutionen, revy Emil Norlander            | Axel Hultman     | Kristallsalongen      |
| 1918 | Brallan              | Tokstollar, revy Emil Norlander                                                 |                  | Södra Teatern         |
| 1919 |                      | Kör till Kristallen!, revy                                                      | Oscar Wennersten | Kristallsalongen      |
| 1922 |                      | Med pukor och trumpeter, revy Karl-Ewert                                        |                  | Kristallsalongen      |
| 1923 |                      | Skvallerspegeln, revy Karl-Ewert                                                |                  | Kristallsalongen      |
| 1926 | Medverkande          | Kör till Södran, revy                                                           |                  | Södra Teatern         |
| 1926 |                      | Lätta Isabell Robert Gilbert och Hans Hellmut Zerlett                           | Gunnar Cronwin   | Blancheteatern        |
| 1927 |                      | Som i ungdomens vår Walter Kollo och Willy Bredschneider                        | Arvid Petersén   | Södra Teatern         |
| 1927 | Fastern från Amerika | När oskulden sover Johann Strauss den yngre, Oskar Friedman och Fritz Lunzer    | Thure Alfe       | Södra Teatern         |
| 1938 |                      | Revolution i kåksta'n Ernst Berge                                               | Sigge Fürst      | Vanadislundens teater |
| 1938 | Trollgumman          | Tummeliten John Botvid                                                          | John Botvid      | Folkan                |
| 1942 |                      | Blåjackor Lajos Lajtai och Lauri Wylie                                          | Leif Amble-Naess | Oscarsteatern         |
| 1942 |                      | Teaterbåten Jerome Kern och Oscar Hammerstein II                                | Leif Amble-Naess | Oscarsteatern         |
| 1943 |                      | Roberta Jerome Kern och Otto Harbach                                            | Leif Amble-Naess | Oscarsteatern         |
| 1944 | Damen i loggian      | Serenad Staffan Tjerneld och Lajos Lajtai                                       | Leif Amble-Naess | Oscarsteatern         |
| 1946 | Medverkande          | Ett lysande elände, revy Karl Gerhard                                           | Hasse Ekman      | Oscarsteatern         |
| 1946 | Sofie                | Eskapad Lajos Lajtai och Staffan Tjerneld                                       | William Mollison | Oscarsteatern         |
| 1951 | Odette               | Blåjackor Lajos Lajtai och Lauri Wylie                                          | Sven Aage Larsen | Oscarsteatern         |
| 1954 | Miss Briggs          | Dårskapens timme Anna Bonacci                                                   | Per Gerhard      | Vasateatern           |

## Bildgalleri

En 13-årig Gräber som Tummeliten (till höger) mot Maria Hansson som Tummelisa, Östermalmsteatern 1904.
En sjuttonårig Gräber 1908.
Iförd en scenkostym inspirerad av en champagneflaska, 1910-tal.
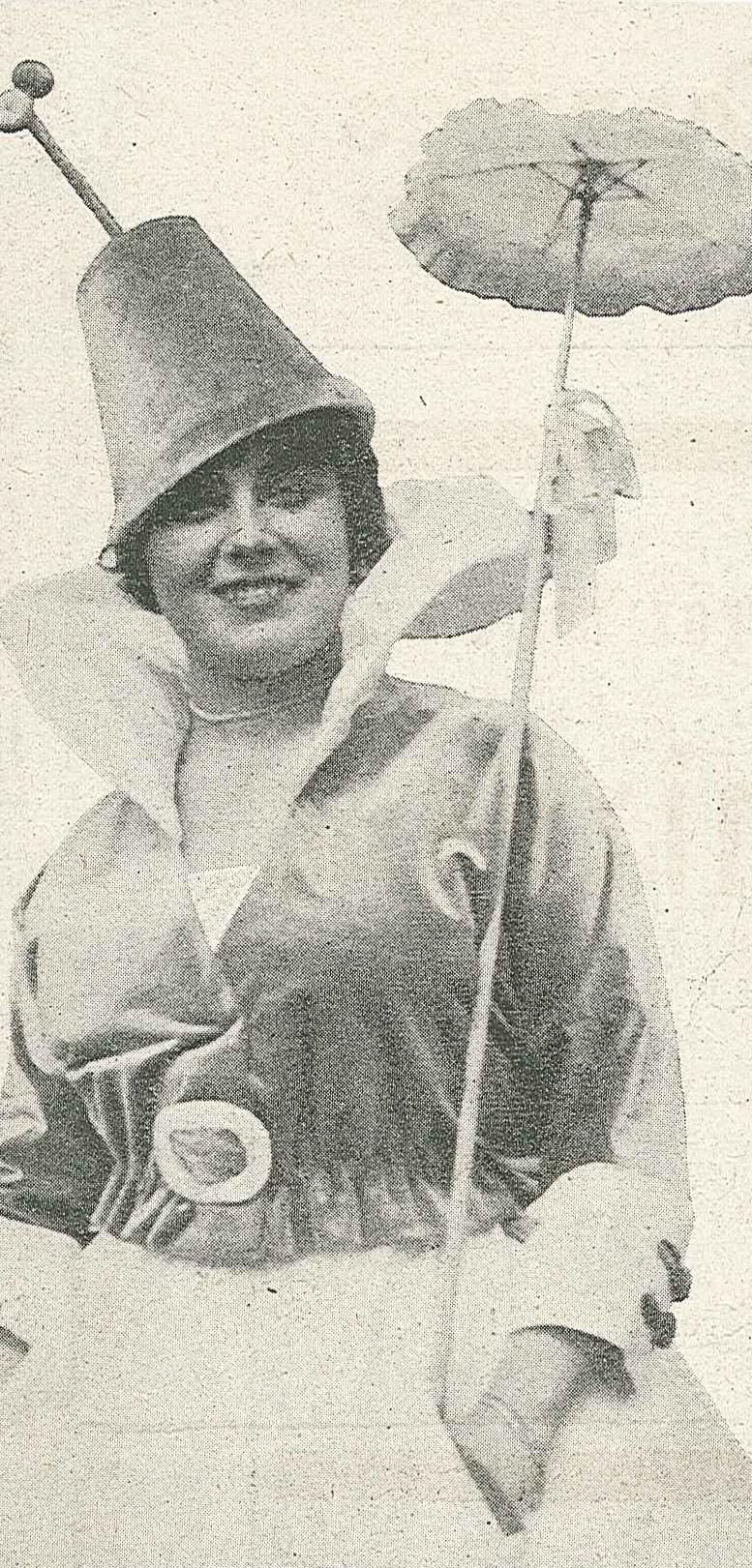
I Kristallsalongens sommarrevy 1916.
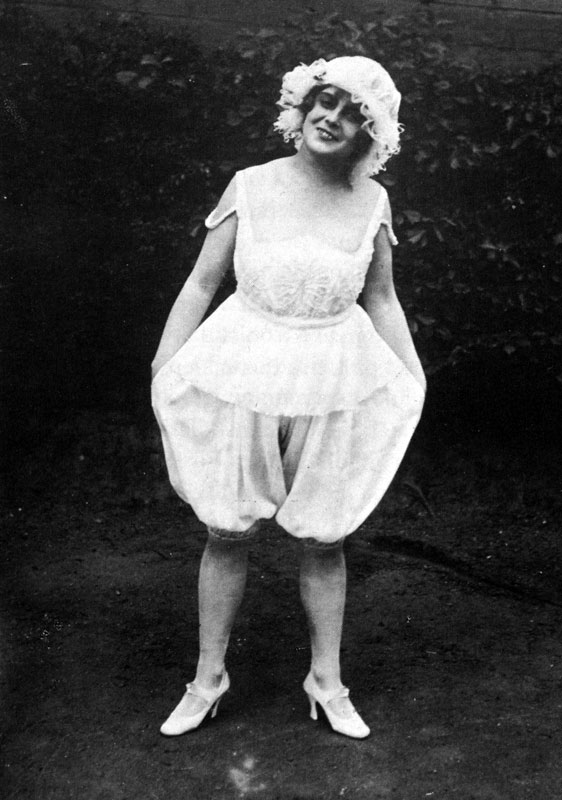
Som operettsubrett 1920 iförd för tiden ytterst vågade puffbyxor i stället för klänning.